# Margaret Kennard
Margaret Alice Kennard (25 septi. 1899 al 12 de diciembre de 1975)  Fue una neuróloga que estudió los efectos del daño neurológico en primates. Su trabajo resultó en la creación del Principio de Kennard, que postula una relación lineal negativa entre la edad de una lesión cerebral y la expectativa de resultado: Entre más joven ocurre una lesión cerebral, es más probable que se obtenga algún mecanismo para revertir algunos de los efectos negativos de la lesión. 
Su padre era,  arquitecto, diseñador de jardines y naturalista; Los abuelos paternos fueron el empresario y abolicionista Martin Kennard y activista por los derechos de las mujeres Caroline Smith Kennard .  Kennard se graduó en Bryn Mawr College en 1922.  Obtuvo una beca Rockefeller Traveling Fellowship para estudiar en Europa occidental de 1934 a 1936.  Otra de sus investigaciones se baso en los efectos de estimulantes y depresores corticales en monos con daño cerebral. 

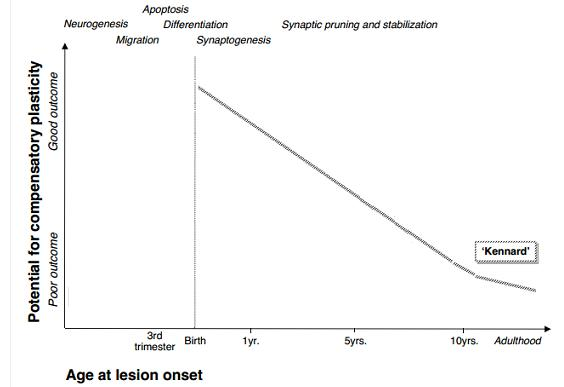
Principio de Kennard

En 1936, Kennard observo por primera vez, que los cerebros más jóvenes se reorganizan más eficazmente que los cerebros adultos en Como resultado, la noción de qué un cerebro puede reorganizarse después de un daño en función de la etapa de desarrollo se conoce ahora como el "principio de Kennard".  Gracias a su investigación, se hicieron las primeras pruebas de los efectos de la edad en la neuroplasticidad .
Colaboró con John Fulton, en sus estudios del cerebro infantil.